# Pont de la Ria
Le pont de la Ria est un pont routier à béquilles en V et en poutre-caisson qui traverse la ria de Pontevedra dans la ville de Pontevedra en Espagne. Il fait partie de l'autoroute AP-9 et a été inauguré en 1992.

## Situation
Le pont est situé entre le quartier Mollavao à Pontevedra et le lieu-dit A Puntada (dans la commune voisine de Poio). Il se trouve dans la partie occidentale de la ville qui s'ouvre sur la mer, dans l'estuaire formé par l'embouchure du fleuve Lérez dans la ria de Pontevedra.

## Histoire
Les travaux du pont ont commencé le 21 décembre 1989 pour l'autoroute AP-9 et dans le cadre du contournement ouest de la ville,.
Il a été conçu par les ingénieurs Leonardo Fernández Troyano, Javier Manterola Armisén et Amando López Padilla. La construction a commencé par la pile centrale (pile de référence du pont) et une méthode de construction basée sur un encorbellement avec haubanage provisoire a été utilisée. Le pont a été inauguré le 25 mars 1992,.
La construction et la mise en service du pont ont été controversées en raison de son impact sur le paysage et de la modification significative des vues de la ville vers la mer. Son nom "Pont de la Ria" lui a été donné par Audasa, la société concessionnaire de l'autoroute AP-9,.

## Description
Il s'agit d'un pont à deux chaussées indépendantes, d'une longueur de 700 mètres, en béton précontraint pour le tablier et en béton armé pour les piles et les culées,.
Il s'agit d'un pont autoroutier dont les piles jumelles en forme de V constituent le seul appui intermédiaire dans sa partie centrale, dont les fondations reposent au centre du lit de la ria de Pontevedra. Il est divisé en trois sections différentes. La section intermédiaire comporte deux travées principales de 120 m de long avec une poutre-caisson de profondeur variable. Une solution en forme de goéland a été adoptée pour la forme du tablier : il a un rebord maximal sur la pile centrale, qui diminue vers les piles latérales des travées de 120 mètres, pour atteindre le rebord minimal à proximité de celles-ci. Les travées latérales du pont ont une longueur de 40 m avec une poutre-caisson de profondeur constante. Les travées situées aux deux extrémités du pont forment les viaducs d'accès au pont. Les piliers de la section du viaduc du côté sud passent au-dessus d'un petit tronçon de la promenade du front de mer de Pontevedra.
Le pont de la Ria est sans péage et sert de périphérique ouest entre le nord et le sud de la ville de Pontevedra, dans la section comprise entre le quartier O Pino et la caserne des pompiers. Près de 50 000 véhicules traversent le pont chaque jour.

## Galerie

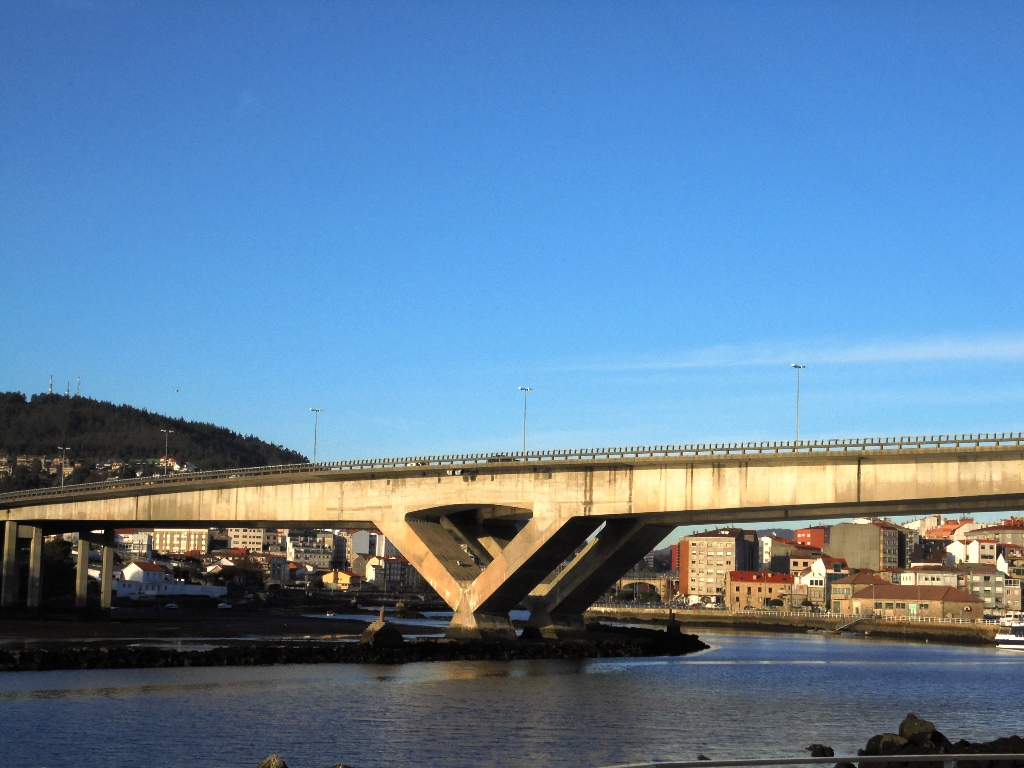
Vue du pont sur la ria de Pontevedra
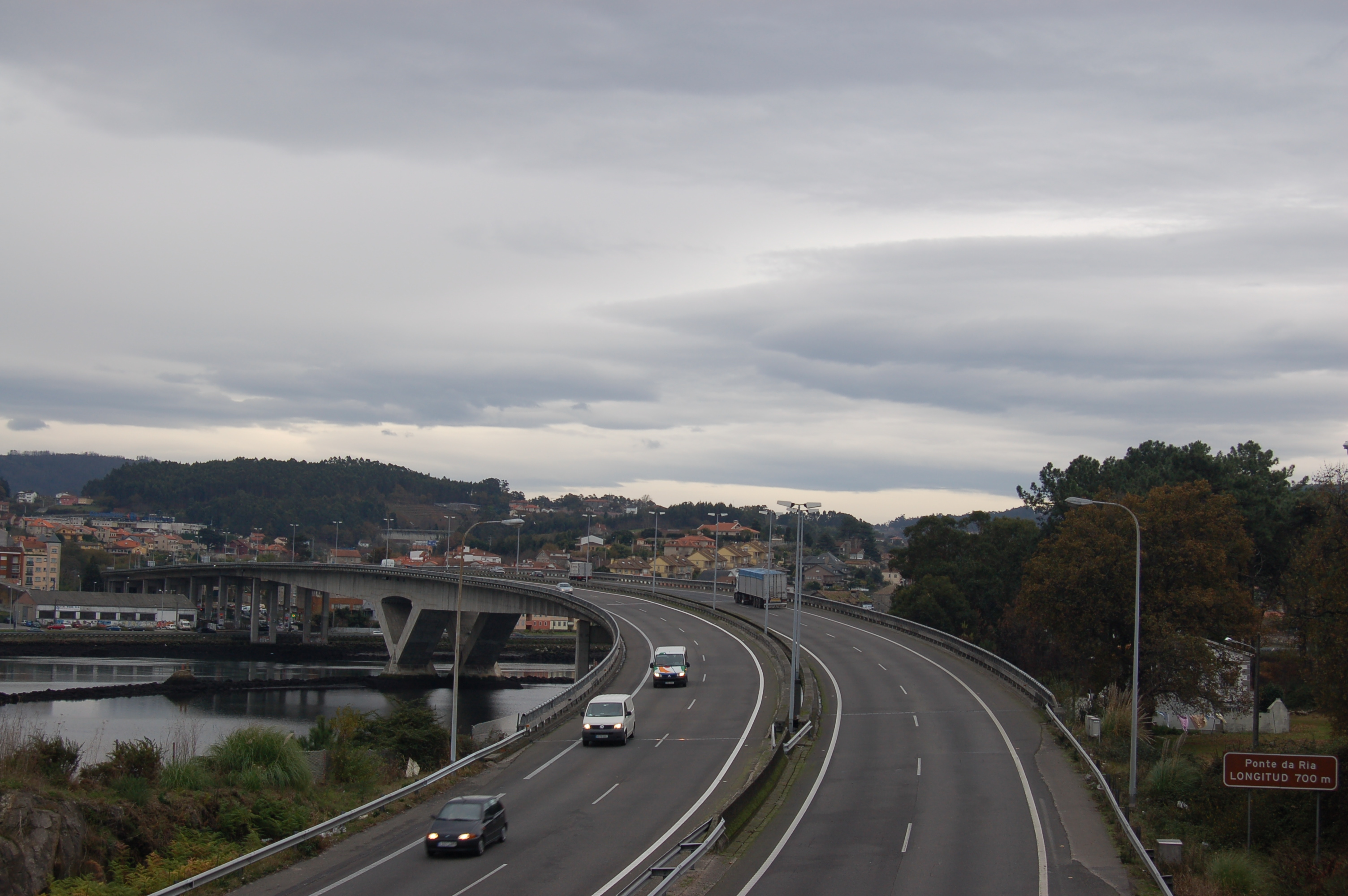
Vue du pont depuis le nord en direction du sud avec le panneau du nom officiel
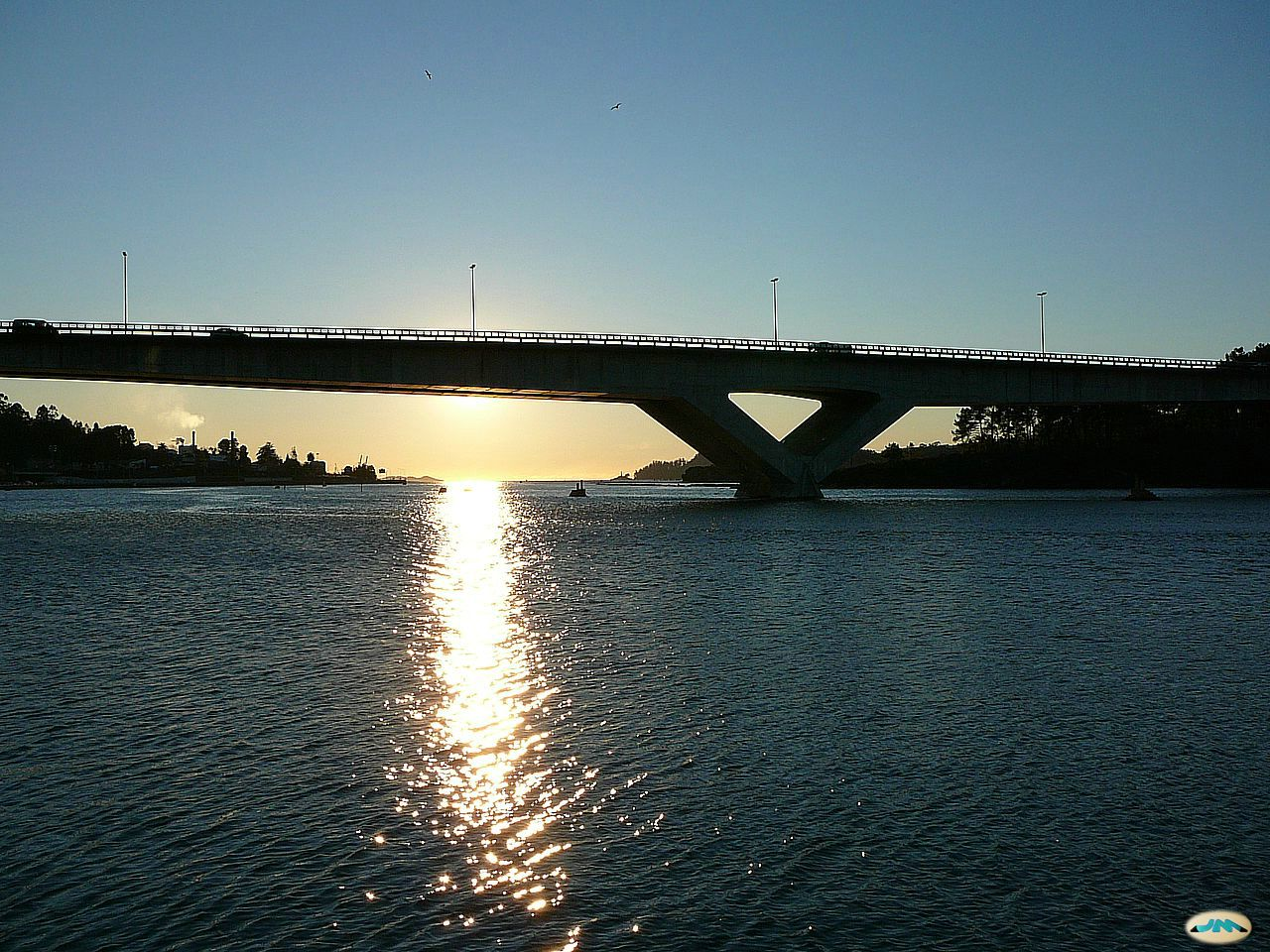
Le pont au coucher du soleil
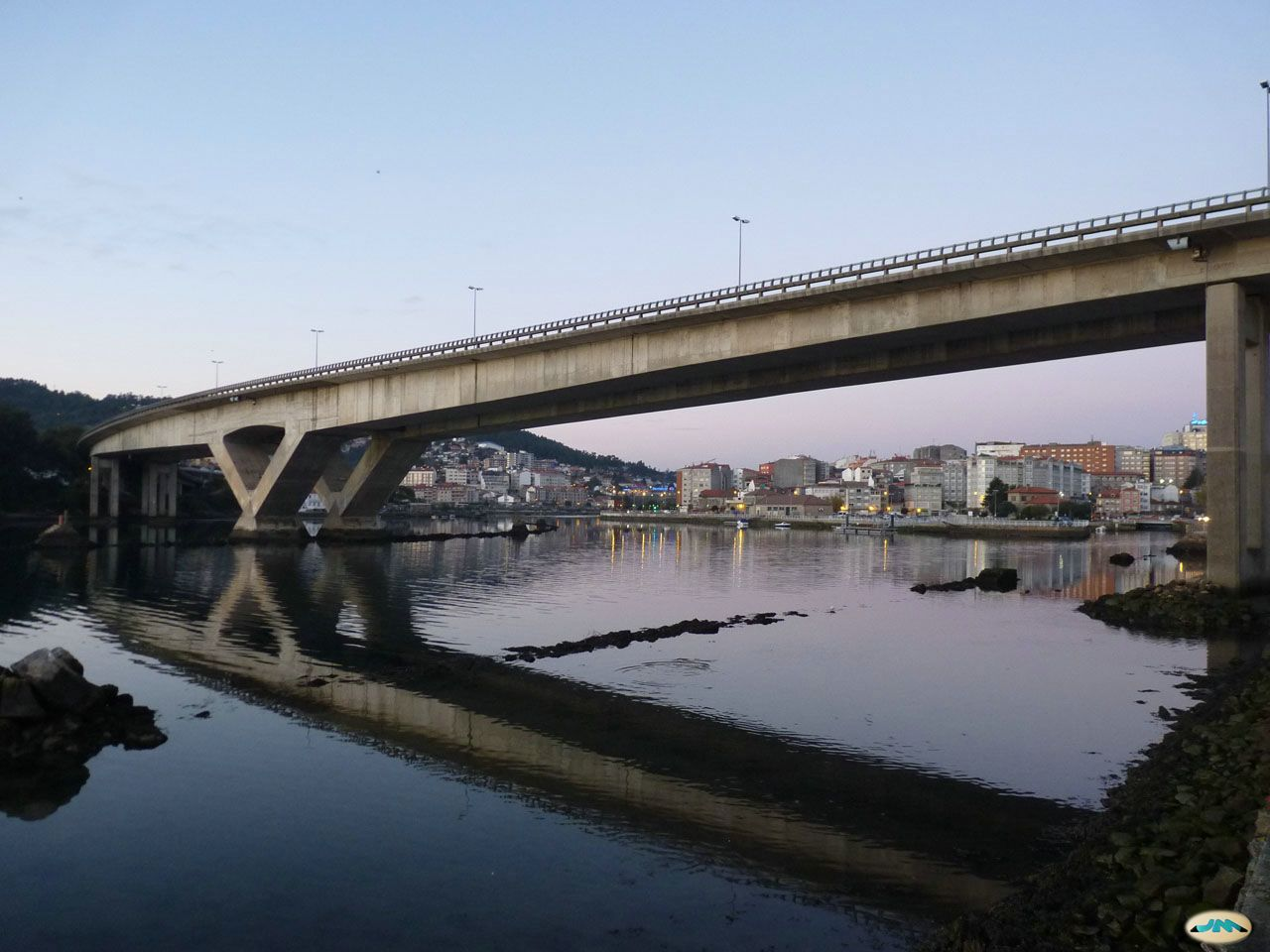
Le pont avec la ville en arrière-plan
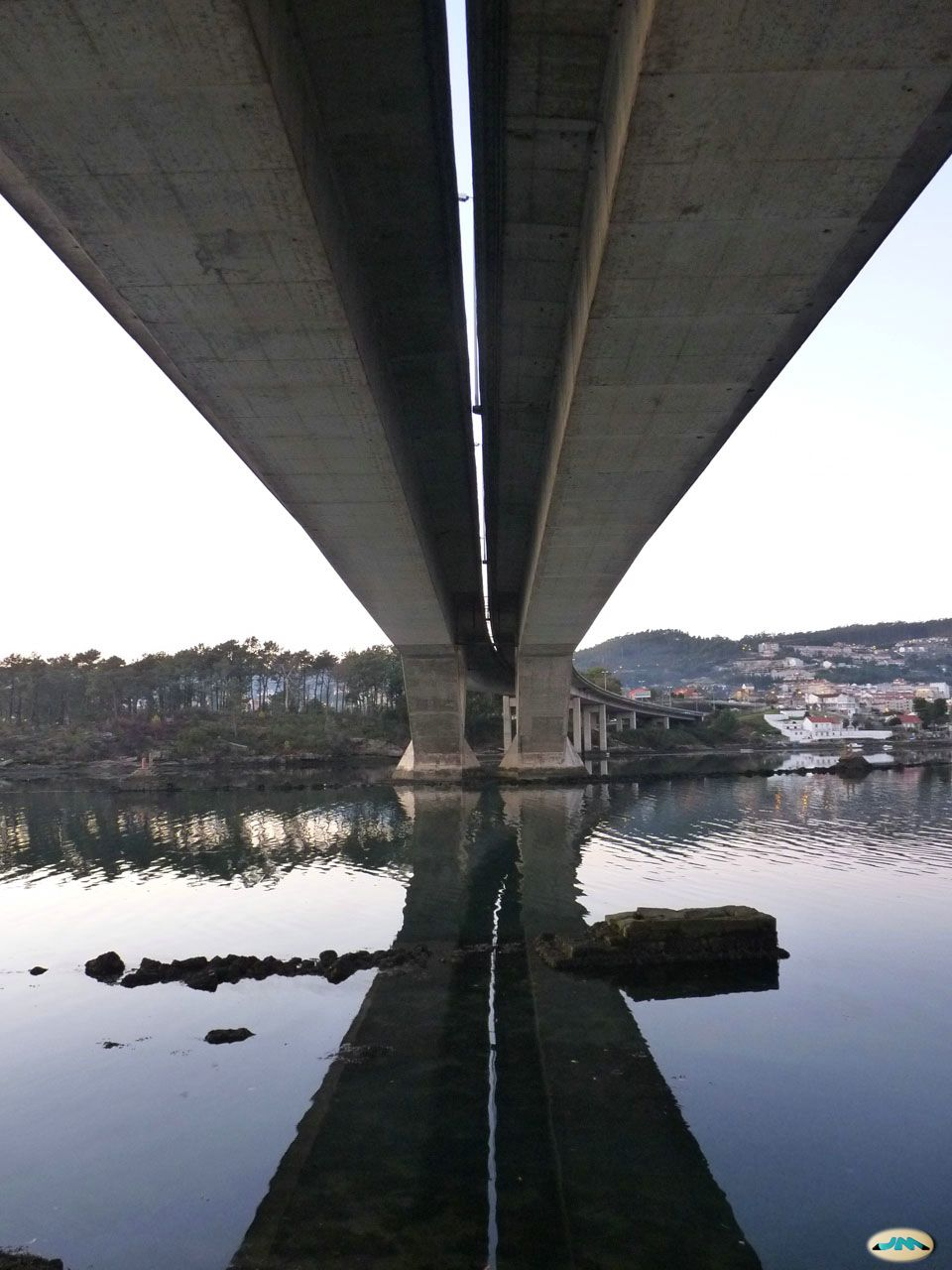
Les deux chaussées depuis le dessous du pont
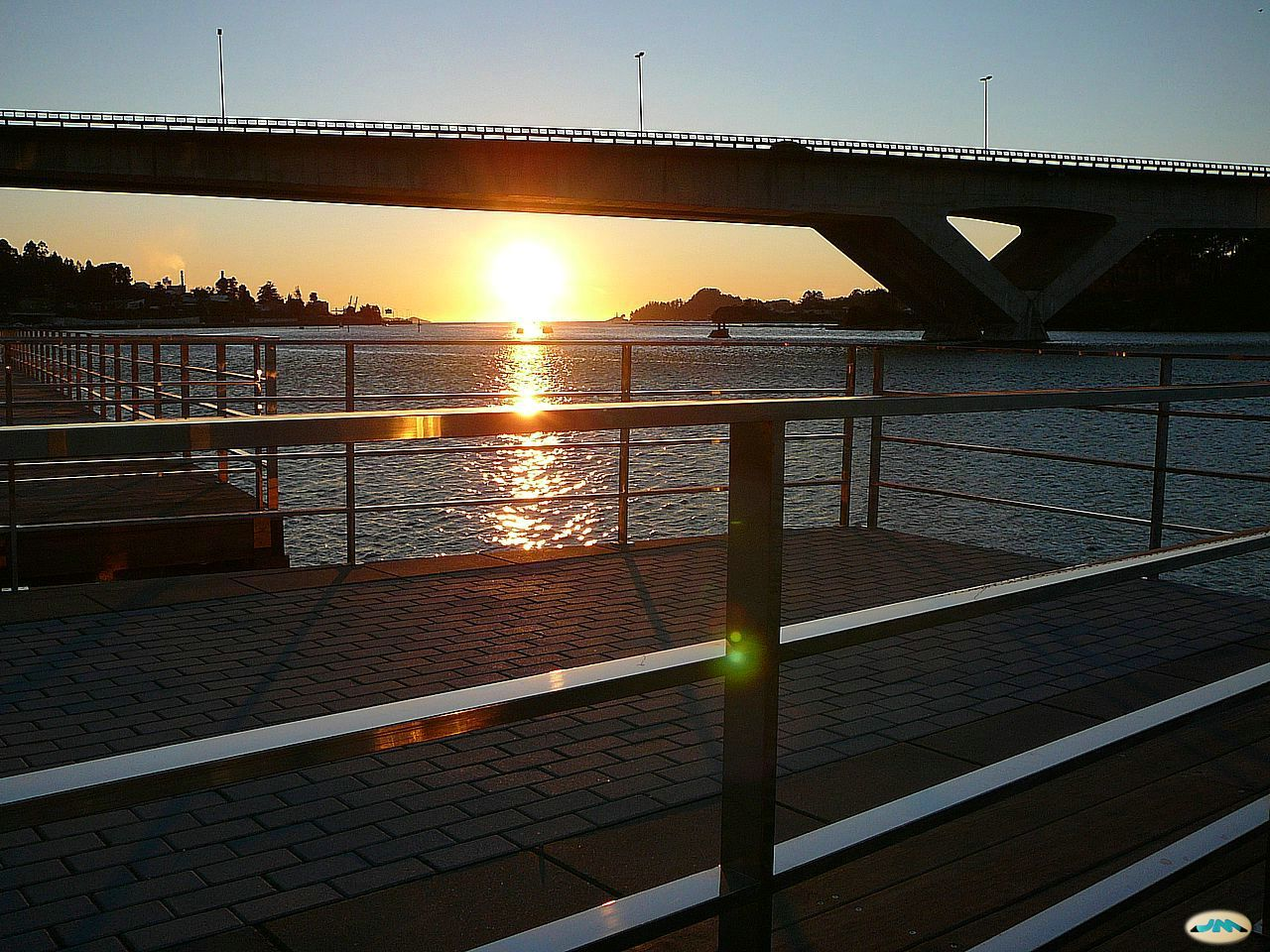
Le pont depuis le belvédère du front de mer de Pontevedra
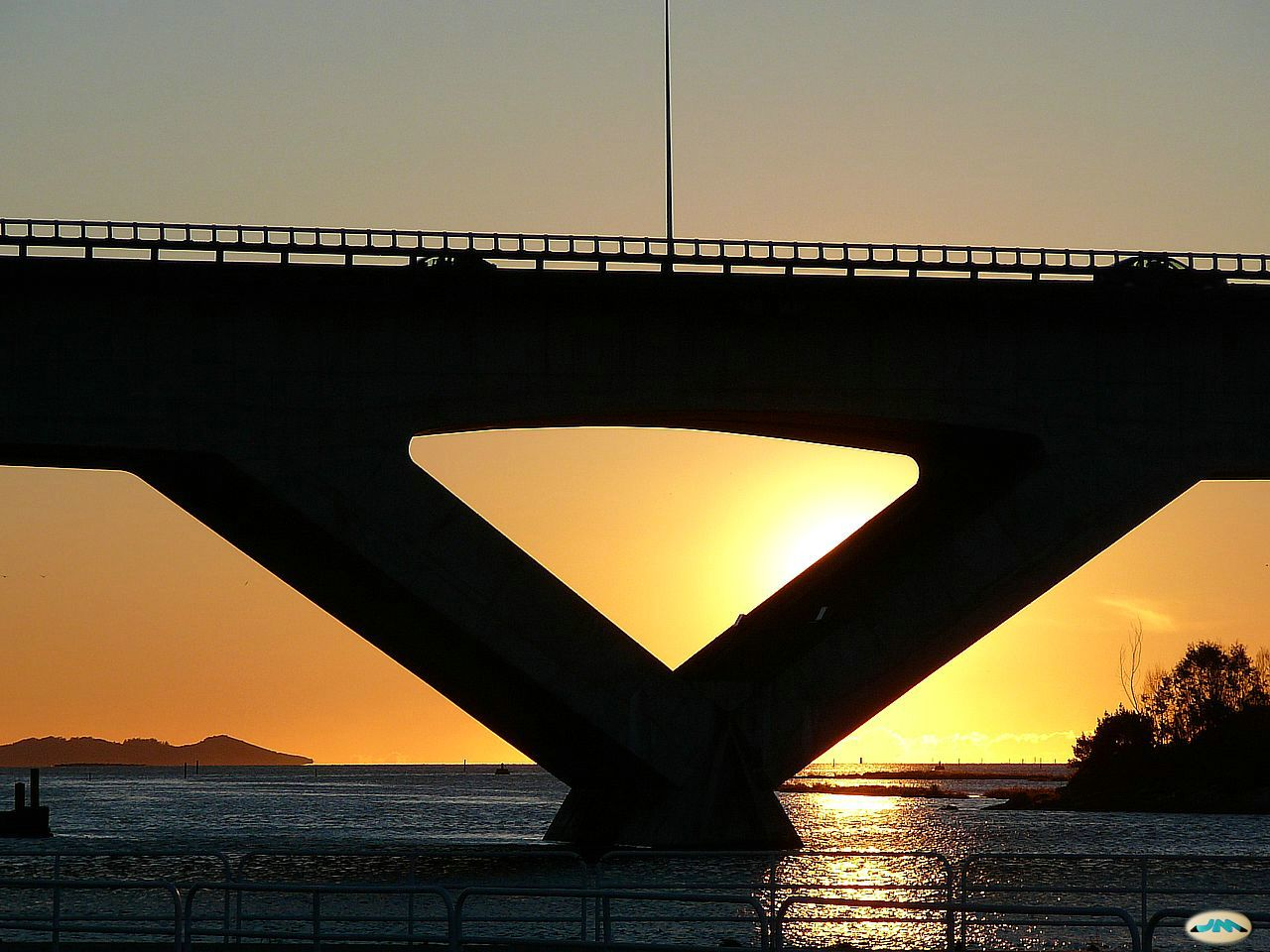
Pile centrale comme seul support intermédiaire en forme de V